# Liste der Bischöfe von Albenga
Die folgenden Männer waren Bischöfe des Bistums Albenga, seit 1973 Bistum Albenga-Imperia, in (Italien):
- Quintus (erwähnt um 451)[1]
- Bonus (erwähnt 679)
- Heiliger Benedikt von Taggia (885–900)
- Erembertus (erwähnt 1046)
- Deodatus (1076–1098)
- Bonifatius I.
- Aldebertus (1103–1123/24)
- Otto (1125–1149)
- Robert (erwähnt 1159)
- Lanterius I. (erwähnt 1179)
- Airaldus (erwähnt 1191)
- Ibaldo Fieschi (1198–1198 oder 1199)
- Trucco II. (erwähnt um 1199)
- Oberto I. (1205–1211)
- Enrico (erwähnt um 1213)
- Oberto II. (1217–1225)
- Sinibaldo Fieschi (1225–1226; resigniert), von 1243 bis 1254 Papst (Innozenz IV.)[2]
- Simon I. (1230–1255)[3]
- Lanfranco Negri, O.F.M. (1255–1289)
- Nicolò Vaschino, O.F.M. (1290–1302)
- Emanuele Spinola (1306–1320)
- Johannes, O.F.M. (1320–1328)
- Federico di Ceva (1330–1349)
- Giovanni di Ceva (1349–1364) (auch Bischof von Tortona)
- Giovanni Fieschi (1364–1390)
- Gilberto Fieschi (1390– ?)
- Antonio Da Ponte (1418–1429) (Apostolischer Administrator) (auch Erzbischof von Otranto)
- Matteo Del Carretto (1429–1448) 
  - Giorgio Fieschi (1448–1459) (Apostolischer Administrator)[2]
  - Napoleone Fieschi (1459–1466) (Apostolischer Administrator)
- Valerio Calderina (1466–1472)
- Girolamo Basso della Rovere (1472–1476) (danach Bischof von Macerata)[2]
- Leonardo Marchesi (1476–1513)[4]
  - Bandinello Sauli (1513–1517) (Apostolischer Administrator)
  - Giulio de’ Medici (1517–1518) (Apostolischer Administrator), von 1523 bis 1534 Papst (Clemens VII.)
- Giangiacomo di Gambarana (1518–1538)
  - Girolamo Grimaldi (1538–1543) (Apostolischer Administrator)
  - Giovanni Battista Cicala (1543–1554) (Apostolischer Administrator)
- Carlo Cicada (1554–1572)
- Carlo Grimaldi (1572–1581)
  - Orazio Malaspina (1582) (Elekt)
- Luca Fieschi (1582–1610)
- Domenico de’ Marini (1611–1616) (auch Erzbischof von Genua)
- Vincenzo Landinelli (1616–1624)
- Pietro Francesco Costa (1624–1654)
- Francesco de’ Marini (1655–1666)
- Giovanni Tommaso Pinelli, C.R. (1666–1688)
- Alberto Blotto, O.Carm. (1689)
- Giorgio Spinola (1691–1714)
- Carlo Maria Giuseppe de Fornari (1715–1730)
- Agostino Rivarola (1730–1745)
- Costantino Serra, C.R.S. (1746–1763)
- Giuseppe Francesco Maria della Torre (1764–1779)
- Stefano Giustiniani (1779–1791)
- Paolo Maggiolo (1791–1802)
- Angelo Vincenzo Andrea Maria Dania, O.P. (1802–1818)
- Carmelo Cordiviola (1820–1827)
- Vincenzo-Tommaso Piratoni, O.P. (1832–1839)
- Raffaele Biale (1840–1870)
- Pietro Anacleto Siboni (1871–1877)
- Gaetano Alimonda (1877–1879)
- Filippo Allegro (1879–1910)
- Giosuè Cattarossi (1911–1913) (auch Bischof von Feltre und Belluno)
- Pacifico Celso Carletti, O.F.M. Cap. (1914)
- Angelo Cambiaso (1915–1946)
- Raffaele De Giuli (1946–1963)
- Gilberto Baroni (1963–1965)
- Alessandro Piazza (1965–1990)
- Mario Oliveri (1990–2016)
- Guglielmo Borghetti (seit 2016)